# Formel 1-VM 1973
Formel 1-VM 1973 hade 15 deltävlingar som kördes under perioden 28 januari-7 oktober. Förarmästerskapet vanns av britten Jackie Stewart och konstruktörsmästerskapet av Lotus-Ford.

## Vinnare
- Förare:  Jackie Stewart, Storbritannien, Tyrrell-Ford
- Konstruktör:  Lotus-Ford, Storbritannien

## Grand Prix 1973
| Grand Prix                 | Datum        | Bana           | Vinnande förare! Vinnande stall | Vinnande tillverkare |              |   |
| -------------------------- | ------------ | -------------- | ------------------------------- | -------------------- | ------------ | - |
| Argentinas Grand Prix      | 28 januari   | Buenos Aires   | Emerson Fittipaldi              | Lotus                | Lotus-Ford   | * |
| Brasiliens Grand Prix      | 11 februari  | Interlagos     | Emerson Fittipaldi              | Lotus                | Lotus-Ford   | * |
| Sydafrikas Grand Prix      | 3 mars       | Kyalami        | Jackie Stewart                  | Tyrrell              | Tyrrell-Ford | * |
| Spaniens Grand Prix        | 29 april     | Montjuic       | Emerson Fittipaldi              | Lotus                | Lotus-Ford   | * |
| Belgiens Grand Prix        | 20 maj       | Zolder         | Jackie Stewart                  | Tyrrell              | Tyrrell-Ford | * |
| Monacos Grand Prix         | 3 juni       | Monte Carlo    | Jackie Stewart                  | Tyrrell              | Tyrrell-Ford | * |
| Sveriges Grand Prix        | 17 juni      | Anderstorp     | Denny Hulme                     | McLaren              | McLaren-Ford | * |
| Frankrikes Grand Prix      | 1 juli       | Paul Ricard    | Ronnie Peterson                 | Lotus                | Lotus-Ford   | * |
| Storbritanniens Grand Prix | 14 juli      | Silverstone    | Peter Revson                    | McLaren              | McLaren-Ford | * |
| Nederländernas Grand Prix  | 29 juli      | Zandvoort      | Jackie Stewart                  | Tyrrell              | Tyrrell-Ford | * |
| Tysklands Grand Prix       | 5 augusti    | Nürburgring    | Jackie Stewart                  | Tyrrell              | Tyrrell-Ford | * |
| Österrikes Grand Prix      | 19 augusti   | Österreichring | Ronnie Peterson                 | Lotus                | Lotus-Ford   | * |
| Italiens Grand Prix        | 9 september  | Monza          | Ronnie Peterson                 | Lotus                | Lotus-Ford   | * |
| Kanadas Grand Prix         | 23 september | Mosport Park   | Peter Revson                    | McLaren              | McLaren-Ford | * |
| USA:s Grand Prix           | 7 oktober    | Watkins Glen   | Ronnie Peterson                 | Lotus                | Lotus-Ford   | * |

## Grand Prix utanför VM 1973
| Grand Prix /Race          | Datum   | Bana         | Vinnande förare! Vinnande stall | Vinnande tillverkare |                   |
| ------------------------- | ------- | ------------ | ------------------------------- | -------------------- | ----------------- |
| Race of Champions         | 18 mars | Brands Hatch | Peter Gethin                    | Chevron              | Chevron-Chevrolet |
| BRDC International Trophy | 8 april | Silverstone  | Jackie Stewart                  | Tyrrell              | Tyrrell-Ford      |

## Stall, nummer och förare 1973
| Stall/Tillverkare                    | Nummer             | Förare                           |
| ------------------------------------ | ------------------ | -------------------------------- |
| Blignaut (Tyrrell-Ford)              | 26                 | Eddie Keizan, Sydafrika          |
| Brabham-Ford                         | 9                  | Rolf Stommelen, Tyskland         |
| Brabham-Ford                         | 10, 17, 18         | Carlos Reutemann, Argentina      |
| Brabham-Ford                         | 11, 12, 17, 18, 19 | Wilson Fittipaldi, Brasilien     |
| Brabham-Ford                         | 9, 21              | Andrea de Adamich, Italien       |
| Brabham-Ford                         | 9, 29              | John Watson, Storbritannien      |
| BRM                                  | 14, 15, 19, 32     | Clay Regazzoni, Schweiz          |
| BRM                                  | 15, 16, 20, 30     | Jean-Pierre Beltoise, Frankrike  |
| BRM                                  | 16, 17, 21, 34     | Niki Lauda, Österrike            |
| BRM                                  | 19                 | Peter Gethin, Storbritannien     |
| Clarke-Mordaunt-Guthrie (March-Ford) | 12, 15, 22, 24     | Mike Beuttler, Storbritannien    |
| Clarke-Mordaunt-Guthrie (March-Ford) | 15                 | Reine Wisell, Sverige            |
| Ensign-Ford                          | 28, 29             | Rikky von Opel, Liechtenstein    |
| Ferrari                              | 3, 7, 8, 9, 18     | Jacky Ickx, Belgien              |
| Ferrari                              | 4, 9, 10, 20       | Arturo Merzario, Italien         |
| Hesketh (March-Ford)                 | 27                 | James Hunt, Storbritannien       |
| Hill (Shadow-Ford)                   | 12, 25             | Graham Hill, Storbritannien      |
| LEC (March-Ford)                     | 18, 29             | David Purley, Storbritannien     |
| Lotus-Ford                           | 1, 2               | Emerson Fittipaldi, Brasilien    |
| Lotus-Ford                           | 2, 4               | Ronnie Peterson, Sverige         |
| March-Ford                           | 11, 14, 18, 24     | Jean-Pierre Jarier, Frankrike    |
| March-Ford                           | 11                 | Henri Pescarolo, Frankrike       |
| March-Ford                           | 14                 | Roger Williamson, Storbritannien |
| McLaren-Ford                         | 5, 7, 14           | Denny Hulme, Nya Zeeland         |
| McLaren-Ford                         | 6, 8, 16           | Peter Revson, USA                |
| McLaren-Ford                         | 0, 7, 8, 30        | Jody Scheckter, Sydafrika        |
| McLaren-Ford                         | 30                 | Jacky Ickx, Belgien              |
| Scuderia Scribante (Lotus-Ford)      | 25                 | Dave Charlton, Sydafrika         |
| Shadow-Ford                          | 17, 19, 22         | Jackie Oliver, Storbritannien    |
| Shadow-Ford                          | 16, 20, 23         | George Follmer, USA              |
| Shadow-Ford                          | 31                 | Brian Redman, Storbritannien     |
| Surtees-Ford                         | 5, 9, 10, 23, 26   | Mike Hailwood, Storbritannien    |
| Surtees-Ford                         | 6, 10, 11, 24, 28  | Carlos Pace, Brasilien           |
| Surtees-Ford                         | 23                 | Luiz Bueno, Brasilien            |
| Surtees-Ford                         | 12                 | Andrea de Adamich, Italien       |
| Surtees-Ford                         | 30, 31             | Jochen Mass, Tyskland            |
| Team Pierre Robert (March-Ford)      | 27                 | Reine Wisell, Sverige            |
| Tecno                                | 22                 | Chris Amon, Nya Zeeland          |
| Tyrrell-Ford                         | 3, 5, 6            | Jackie Stewart, Storbritannien   |
| Tyrrell-Ford                         | 4, 6, 8            | François Cévert, Frankrike       |
| Tyrrell-Ford                         | 29                 | Chris Amon, Nya Zeeland          |
| Williams (Iso Marlboro-Ford)         | 20, 24, 26, 36     | Nanni Galli, Italien             |
| Williams (Iso Marlboro-Ford)         | 19, 21, 23, 25, 38 | Howden Ganley, Nya Zeeland       |
| Williams (Iso Marlboro-Ford)         | 20                 | Jackie Pretorius, Sydafrika      |
| Williams (Iso Marlboro-Ford)         | 26                 | Tom Belsø, Danmark               |
| Williams (Iso Marlboro-Ford)         | 26                 | Henri Pescarolo, Frankrike       |
| Williams (Iso Marlboro-Ford)         | 26                 | Graham McRae, Nya Zeeland        |
| Williams (Iso Marlboro-Ford)         | 26                 | Gijs van Lennep, Nederländerna   |
| Williams (Iso Marlboro-Ford)         | 26                 | Tim Schenken, Australien         |
| Williams (Iso Marlboro-Ford)         | 26                 | Jacky Ickx, Belgien              |

## Slutställning förare 1973
| Placering | Förare! Stall        | Konstruktör       | Poäng                  |    |
| --------- | -------------------- | ----------------- | ---------------------- | -- |
| 1         | Jackie Stewart       | Tyrrell           | Tyrrell-Ford           | 71 |
| 2         | Emerson Fittipaldi   | Lotus             | Lotus-Ford             | 55 |
| 3         | Ronnie Peterson      | Lotus             | Lotus-Ford             | 52 |
| 4         | François Cévert      | Tyrrell           | Tyrrell-Ford           | 47 |
| 5         | Peter Revson         | McLaren           | McLaren-Ford           | 38 |
| 6         | Denny Hulme          | McLaren           | McLaren-Ford           | 26 |
| 7         | Carlos Reutemann     | Brabham           | Brabham-Ford           | 16 |
| 8         | James Hunt           | Hesketh           | March-Ford             | 14 |
| 9         | Jacky Ickx           | Ferrari & McLaren | Ferrari & McLaren-Ford | 12 |
| 10        | Jean-Pierre Beltoise | BRM               |                        | 9  |
| 11        | Carlos Pace          | Surtees           | Surtees-Ford           | 7  |
| 12        | Arturo Merzario      | Ferrari           |                        | 6  |
| 13        | George Follmer       | Shadow            | Shadow-Ford            | 5  |
| 14        | Jackie Oliver        | Shadow            | Shadow-Ford            | 4  |
| 15        | Andrea de Adamich    | Brabham           | Brabham-Ford           | 3  |
| 16        | Wilson Fittipaldi    | Brabham           | Brabham-Ford           | 3  |
| 17        | Niki Lauda           | BRM               |                        | 2  |
| 18        | Clay Regazzoni       | BRM               |                        | 2  |
| 19        | Howden Ganley        | Williams          | Iso Marlboro-Ford      | 1  |
| 20        | Gijs van Lennep      | Williams          | Iso Marlboro-Ford      | 1  |
| 21        | Chris Amon           | Tecno             |                        | 1  |

## Slutställning konstruktörer 1973
| Placering | Konstruktör       | Poäng |
| --------- | ----------------- | ----- |
| 1         | Lotus-Ford        | 92    |
| 2         | Tyrrell-Ford      | 82    |
| 3         | McLaren-Ford      | 58    |
| 4         | Brabham-Ford      | 22    |
| 5         | March-Ford        | 14    |
| 6         | Ferrari           | 12    |
| =         | BRM               | 12    |
| 8         | Shadow-Ford       | 9     |
| 9         | Surtees-Ford      | 7     |
| 10        | Iso Marlboro-Ford | 2     |
| 11        | Tecno             | 1     |
| 12        | Ensign-Ford       | 0     |